# Clare Egan
Clare Egan, född 19 november 1987 i Cape Elizabeth, Maine, USA, är en amerikansk skidskytt som debuterade i världscupen i januari 2015. Hennes första pallplats i världscupen kom när hon slutade trea i masstart den 24 mars 2019 i Oslo i Norge.
Egan har deltagit i OS 2018 och 2022.